# Djuptjärnen (Örträsks socken, Lappland)
Djuptjärnen är en sjö i Lycksele kommun i Lappland och ingår i Öreälvens huvudavrinningsområde. Sjön har en area på 0,102 kvadratkilometer och ligger 314,4 meter över havet. Sjön avvattnas av vattendraget Tällvattsbäcken.

## Delavrinningsområde
Djuptjärnen ingår i det delavrinningsområde (711022-165158) som SMHI kallar för Inloppet i Lill-Tällvattnet. Medelhöjden är 370 meter över havet och ytan är 60,79 kvadratkilometer. Det finns inga avrinningsområden uppströms utan avrinningsområdet är högsta punkten. Tällvattsbäcken som avvattnar avrinningsområdet har biflödesordning 3, vilket innebär att vattnet flödar genom totalt 3 vattendrag innan det når havet efter 128 kilometer. Avrinningsområdet består mestadels av skog (80 procent) och sankmarker (13 procent). Avrinningsområdet har 0,4 kvadratkilometer vattenytor vilket ger det en sjöprocent på 0,7 procent.